# Männer-Handballnationalmannschaft von St. Kitts und Nevis
Die Männer-Handballnationalmannschaft von St. Kitts und Nevis repräsentiert den Handballverband von St. Kitts und Nevis als Auswahlmannschaft auf internationaler Ebene bei Länderspielen im Handball gegen Mannschaften anderer nationaler Verbände.

## Geschichte
Die Handball Federation of St. Kitts and Nevis ist seit 2009 Mitglied in der Internationalen Handballföderation (IHF) und seit 2019 in der Handballkonföderation Nordamerikas und der Karibik (NACHC). Die Nationalmannschaft befindet sich noch im Aufbau und nahm erstmals im Jahr 2019 an einem internationalen Turnier teil, als sie bei der IHF North American and Caribbean Emerging Nations Championship antrat und Platz 11 bei zwölf Mannschaften belegte. Bei diesem, vom Weltverband organisierten Turnier für Handballentwicklungsländer in Nordamerika und der Karibik unterlag sie in der Vorrunde der Dominikanischen Republik (8:55) und Haiti (32:36). In der Platzierungsrunde verlor sie gegen Dominica (28:31) und Trinidad und Tobago (25:33) und schlug Barbados (38:26).